# Philadelphus glabripetalus
Philadelphus glabripetalus är en hortensiaväxtart som beskrevs av Shiu Ying Hu. Philadelphus glabripetalus ingår i släktet schersminer, och familjen hortensiaväxter. Inga underarter finns listade i Catalogue of Life.